# ティム・ファン・ライトホフェン
- ティム・ヴァン・ライトホヴェン
- ティム・バン・ライトホベン
- ティム・ファン・ライトーフェン
- ティム・ファン・ライトーベン
- ティム・ファン・ライトフォヘン
- ティム・ファン・ライトベン
- ティム・ファン・ライトホーフェン
- ティム・ファン・レイトホフェン
- ティム・バン・ライトーバ

ティム・ファン・ライトホフェン（Tim van Rijthoven, オランダ語発音: [ˈtɪm vɑn ˈrɛi̯t.ɦoːvən]; 1997年4月24日 - ）は、オランダ出身の男子プロテニス選手。ATPランキング自己最高位はシングルス101位、ダブルス225位。これまでにATPツアーでシングルス1勝を挙げている。身長188cm、体重88kg。右利き、バックハンド・ストロークは片手打ち。2022年現在のコーチはポール・ハーフース。

## 選手経歴

### ジュニア時代
オランダのローゼンダール生まれ、IMGアカデミー出身。

### 2015年 プロ転向
2015年にプロ転向し、2016年のウィンストン・セーラム・オープンでラッキールーザーとしてATPツアーデビュー。以降ITF、チャレンジャーを主戦場にシングルスランク300位前後に漂う。

### 2021年 チャレンジャー準優勝
2021年8月のセゴビア・チャレンジャーでチャレンジャーツアーで初めて決勝進出し準優勝。2021年11月に当時自己最高位の234位まで順位を上げた。

### 2022年 ツアー初優勝
1月の全豪オープンで初めてグランドスラムの予選に参加し、2回戦で敗退。2月のフォルリ・チャレンジャーで2回目のチャレンジャー決勝に進出、ドレイパーに敗れ準優勝となった。5月の全仏オープンは予選3回戦まで勝ち進むも、ゴンボシュに敗れた。
6月のリベマ・オープンでワイルドカードとして、2016年のウィンストン・セーラム・オープン以来となるATPツアー本戦入り。1回戦のエブデンをストレートで下し、ATPツアー初勝利を挙げる。続く2回戦、第3シードで当時14位のフリッツを2-1で下し、準々決勝のガストンも2-0で下した。準決勝は第2シードで当時9位のオジェ＝アリアシムにフルセットの末勝ち、トップ10相手に初勝利を挙げた。決勝では第1シードで当時2位のメドベージェフと対戦、2-0のストレートで勝ち、ATPツアー初優勝を挙げた。この大会での結果により、大会前は205位だったシングルスのランキングが、大会後は106位まで上昇。
同月行われたウィンブルドン選手権ではワイルドカードとして本戦入りし、グランドスラム初出場を果たす。同大会1回戦でデルボニスと対戦、ストレートで勝利し、グランドスラム初勝利を挙げる。続く2回戦、第15シードのオペルカを3-1で下し、3回戦の第22シードバシラシビリも3-0のストレートで下す。4回戦でBIG3の一角である第1シード、当時3位のジョコビッチと対戦、1-3で敗れベスト16となった。

### 2025年 引退
2025年7月9日、肘の慢性的な怪我のため現役引退を発表した。上記のATPツアーで脚光を浴びたのは2022年の6月から7月の2ヵ月の間に行われたリベマ・オープンとウィンブルドン選手権のみだったが、この2大会での鮮烈な活躍を多くのファンが記憶しており、引退発表の投稿には多数の労いのメッセージが寄せられていた。

## ATPツアー決勝進出結果

### シングルス: 1回（1勝0敗）
| 大会グレード                    |
| グランドスラム (0–0)            |
| ATPファイナルズ (0–0)           |
| ATPツアー・マスターズ1000 (0–0) |
| ATPツアー500 (0–0)              |
| ATPツアー250 (1–0)              |

| サーフェス別タイトル |
| ハード (0–0)         |
| クレー (0–0)         |
| 芝 (1–0)             |

| 結果 | No. | 決勝日        | 大会               | サーフェス | 対戦相手                 | スコア   |
| ---- | --- | ------------- | ------------------ | ---------- | ------------------------ | -------- |
| 優勝 | 1.  | 2022年6月12日 | スヘルトーヘンボス | 芝         | ダニール・メドベージェフ | 6-4, 6-1 |

## ATPチャレンジャーツアー・ITFツアー決勝

### シングルス: 15回 (8勝7敗)
| 大会グレード                                 |
| ATPチャレンジャーツアー (0–2)                |
| ITFフューチャーズ/ワールドテニスツアー (8–5) |

| サーフェス別タイトル |
| ハード (6–6)         |
| クレー (2–1)         |
| 芝 (0–0)             |

| 結果   | No. | 日時       | 大会                   | サーフェス    | 対戦相手                       | スコア               |
| ------ | --- | ---------- | ---------------------- | ------------- | ------------------------------ | -------------------- |
| 優勝   | 1.  | 2015年10月 | F40, アンタルヤ        | ハード        | ラームクマール・ラーマナータン | 6–3, 4–6, 6–4        |
| 準優勝 | 1.  | 2015年11月 | F10, ヘラクリオン      | ハード        | Eric James Johnson             | 4–6, 6–4, 4–6        |
| 優勝   | 2.  | 2015年11月 | F11, ヘラクリオン      | ハード        | Gonzales Austin                | 4–6, 6–3, 7–5        |
| 準優勝 | 2.  | 2016年3月  | F1, ガティノー         | ハード (屋内) | アレックス・クズネツォフ       | 5–7, 3–6             |
| 準優勝 | 3.  | 2016年4月  | F7, プーラ             | クレー        | ローラン・ロコリ               | 3–6, 2–6             |
| 準優勝 | 4.  | 2016年9月  | F6, カルガリー         | ハード        | ブレイデン・シュナー           | 3–6, 6–3, 3–6        |
| 優勝   | 3.  | 2018年2月  | F6, パームコースト     | クレー        | マクシム・シャザル             | 6–4, 6–4             |
| 優勝   | 4.  | 2018年7月  | F3, アムステルフェーン | クレー        | Sidane Pontjodikromo           | 6–2, 6–4             |
| 優勝   | 5.  | 2019年2月  | M25, バーンスタパル    | ハード (屋内) | ダニーロ・カレニチェンコ       | 7–6(7–5), 3–6, 6–1   |
| 準優勝 | 5.  | 2019年3月  | M15, マナマ            | ハード        | トマーシュ・マハーチ           | 3–6, 3–6             |
| 優勝   | 6.  | 2019年4月  | M25, アンディジャン    | ハード        | コンスタンチン・クラフチュク   | 6–3, 6–7(5–7), 6–3   |
| 優勝   | 7.  | 2019年5月  | M25, ナマンガン        | ハード        | ロマン・サフィウリン           | 6–7(5–7), 7–5, 6–4   |
| 優勝   | 8.  | 2021年4月  | M25, ビール            | ハード (屋内) | イジー・レヘチカ               | 6–2, 6–1             |
| 準優勝 | 1.  | 2021年8月  | セゴビア               | ハード        | バンジャマン・ボンジ           | 6–7(10–12), 6–3, 4–6 |
| 準優勝 | 2.  | 2022年2月  | フォルリ               | ハード (屋内) | ジャック・ドレイパー           | 1–6, 2–6             |